# Andenparlament

Flagge des Andenparlaments

Das Andenparlament ist das Beratungs- und Kontrollorgan der Andengemeinschaft. Es repräsentiert die 120 Millionen Einwohner der Gemeinschaft. Gegründet wurde es am 25. Oktober 1979 in La Paz mit der Unterzeichnung des Gründungsvertrags durch die Außenminister Boliviens, Kolumbiens, Ecuadors, Perus und Venezuelas. Der Vertrag trat im Januar 1984 in Kraft. Sitz des Parlaments ist Bogotá.
Das Andenparlament ist keine gesetzgebende Institution. Es äußert Ratschläge und Meinungen zu Themen, die Mitglieder der Andengemeinschaft betreffen. Die Hauptaufgabe des Andenparlaments ist den Integrationsprozess zu beobachten und zu fördern.
Es hat fünf Abgeordnete pro Mitgliedstaat, also ursprünglich insgesamt 25, nach dem Austritt Venezuelas aus der Andengemeinschaft noch 20. Die Abgeordneten wurden zwischen 1984 und 1996 von den Nationalparlamenten der Mitgliedstaaten gewählt. Nach dem am 10. März 1996 verabschiedeten Protokoll von Trujillo werden die Mitglieder nun direkt von den Wahlberechtigten jedes Landes für eine Periode von fünf Jahren gewählt.
Derzeitiger Vorsitzender ist Eustaquio Cadena Choque aus Bolivien.